# Епископский дворец (Асторга)
Епископский дворец (леонс. Palacio Episcopal d’Estorga, исп. Palacio Episcopal de Astorga, кат. Palau Episcopal d'Astorga) — неоготическая резиденция епископа Асторги (город в испанской провинции Леон). Одно из трёх творений Антонио Гауди, которые находятся вне провинции Каталония, оно относится к раннему периоду в творчестве архитектора. Ныне функционирует как Музей дорог, посвященный паломническому пути Святого Иакова.

## История
Созданию дворца послужил пожар (1886 год), уничтоживший прежнюю резиденцию епископа, который попросил своего знакомого мастера — Гауди — построить ему новую резиденцию. Именно в этот период Гауди был занят дворцом Гуэля, павильонами Гуэля, колледжем Дэ Лас Тересианас и Саграда Фамилией, потому и не мог приехать в Асторгу. Проект дворца был подготовлен на основе фотографий участка.

### Строительство
Фундамент был заложен в 1887 году. Для строительства использовался белый гранит. По некоторым причинам строительство не продвигалось.
В начале 1893 года Антонио Гауди посетил больного друга, епископа в Асторге. В сентябре того же года епископ умер и строительство здания было приостановлено. С новым епископом произошли разногласия и архитектор отозвал своих каталонских мастеров. После отстранения Гауди от строительства сменилось несколько архитекторов. Дворец состоит из 4 этажей: подвал, первый этаж для проведения служб, второй этаж для проведения приёмов и третий для спален. Была установлена винтовая лестница, хотя раньше также был предусмотрен лифт. В 1915 году строительство было завершено архитектором Риккардо Гарсия Герета.
Здание не служило резиденцией. Во время гражданской войны здесь располагались артиллерийские казармы, а в 1943—1955 годах здание было повреждено.
В 1956 году началась реставрация здания под руководством нового епископа, но и этот священник скончался раньше. Его правопреемник превратил дворец в Музей дорог, посвященный паломническому пути Святого Иакова.

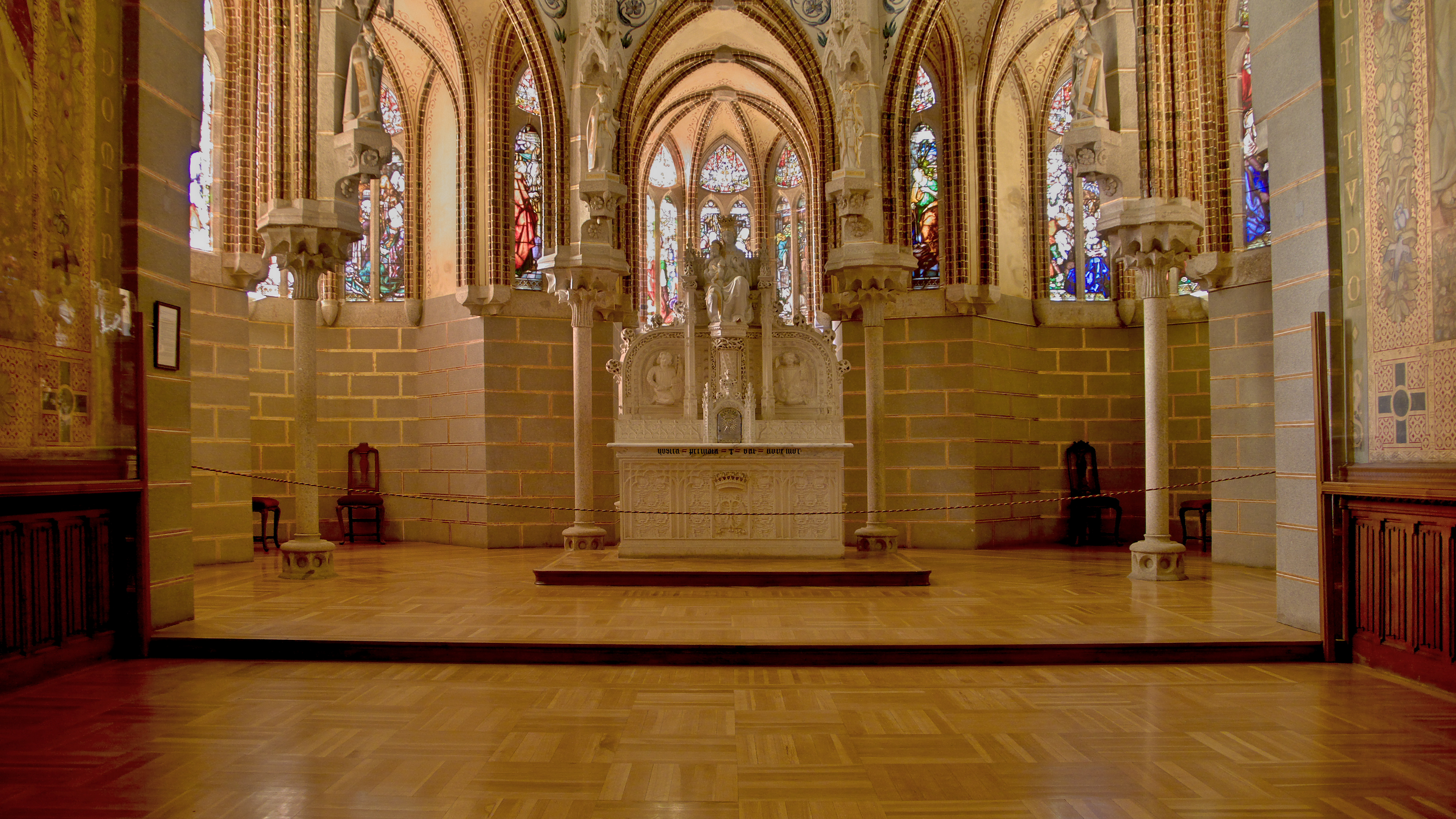
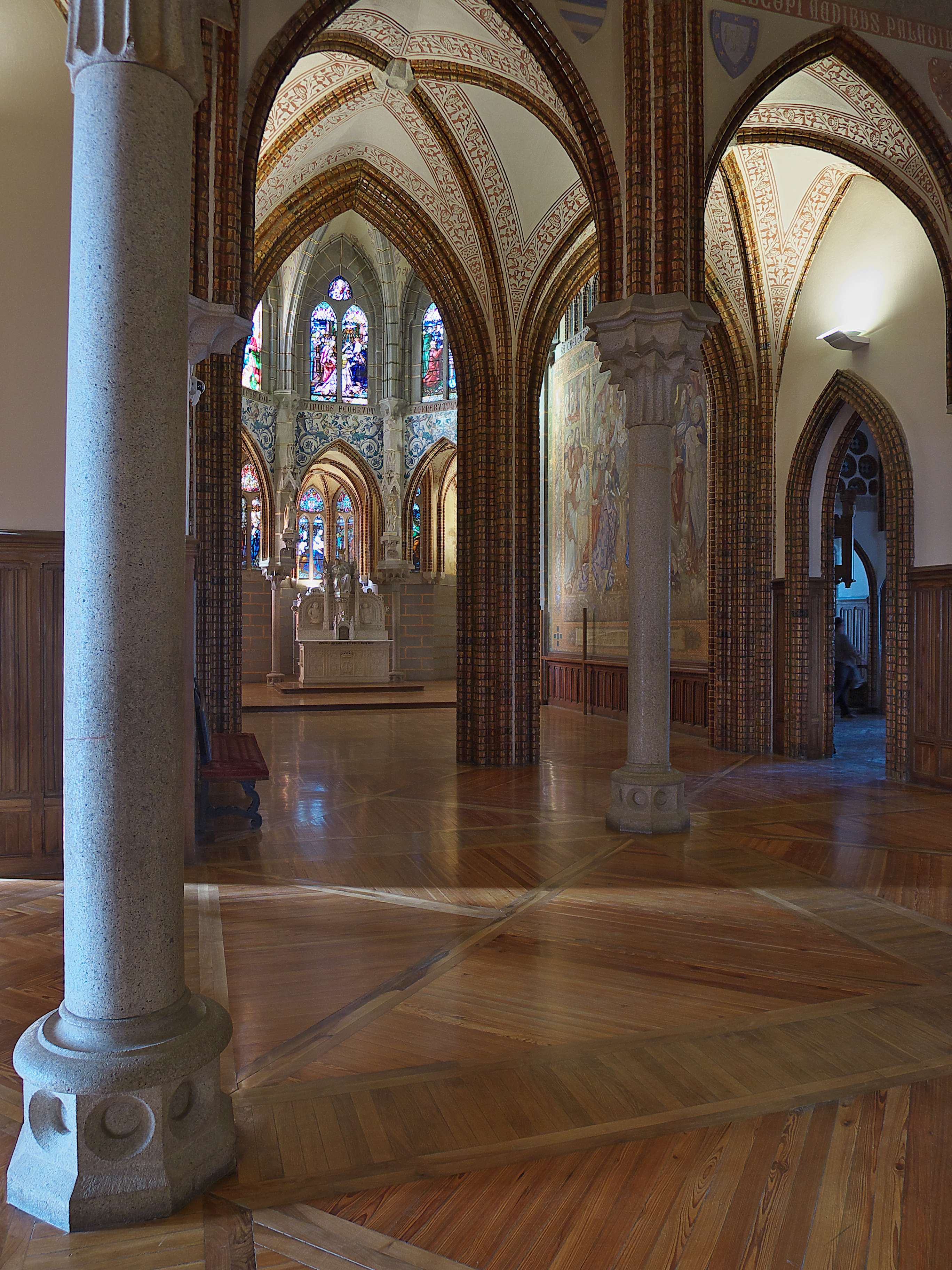
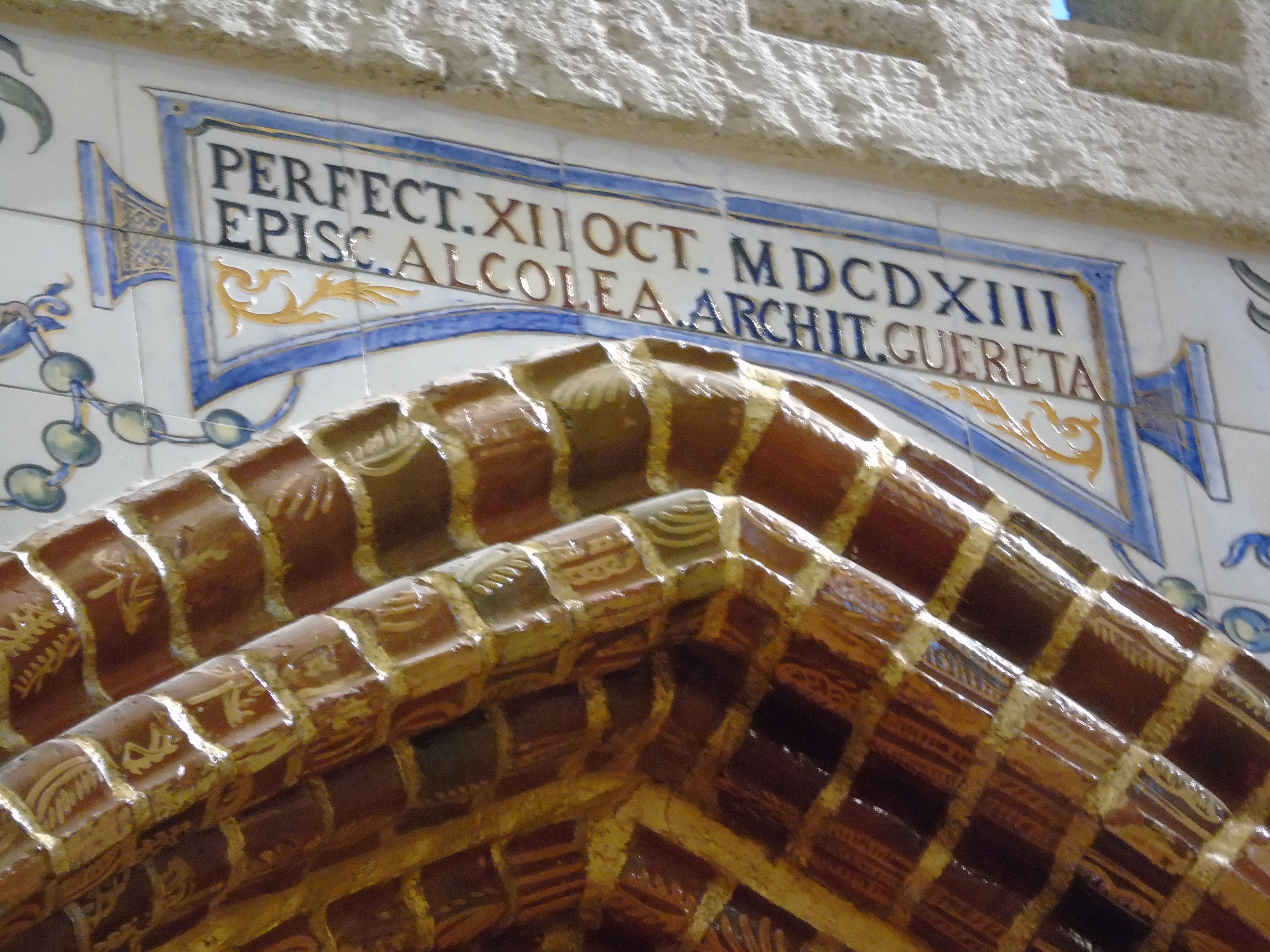
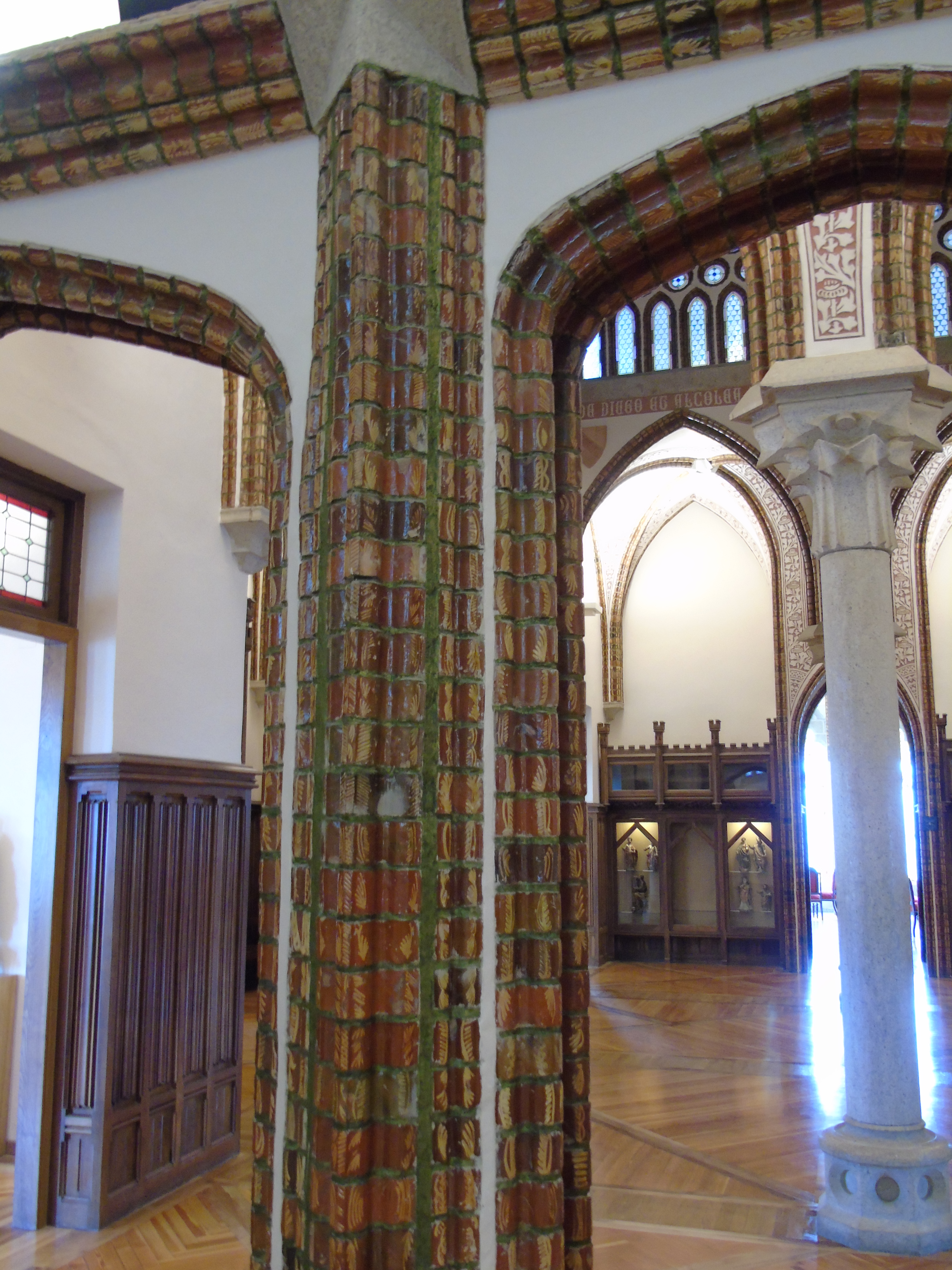
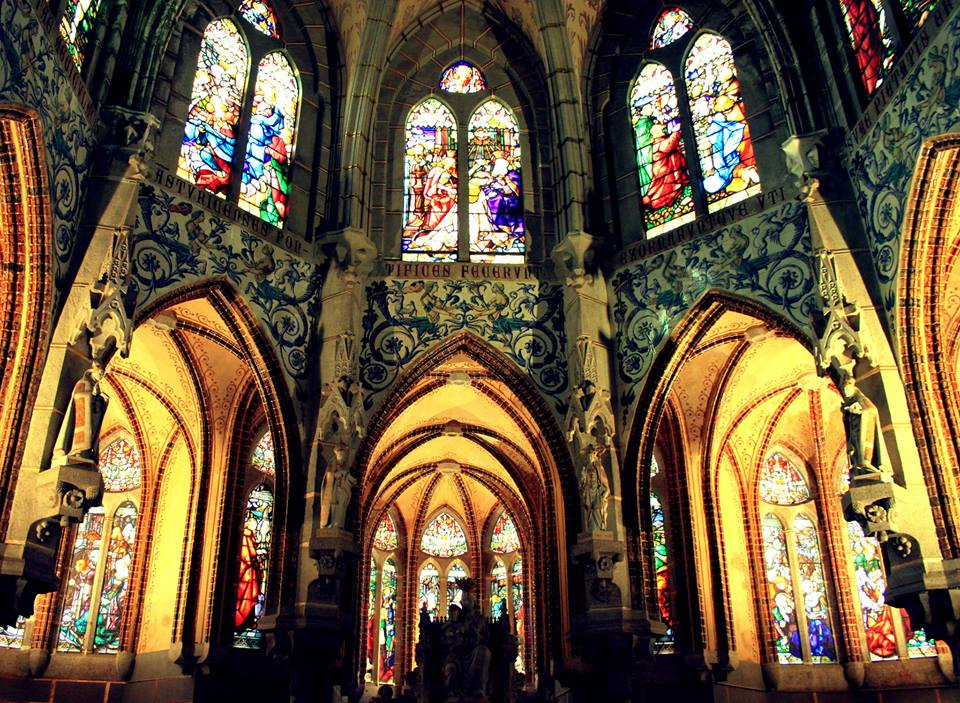
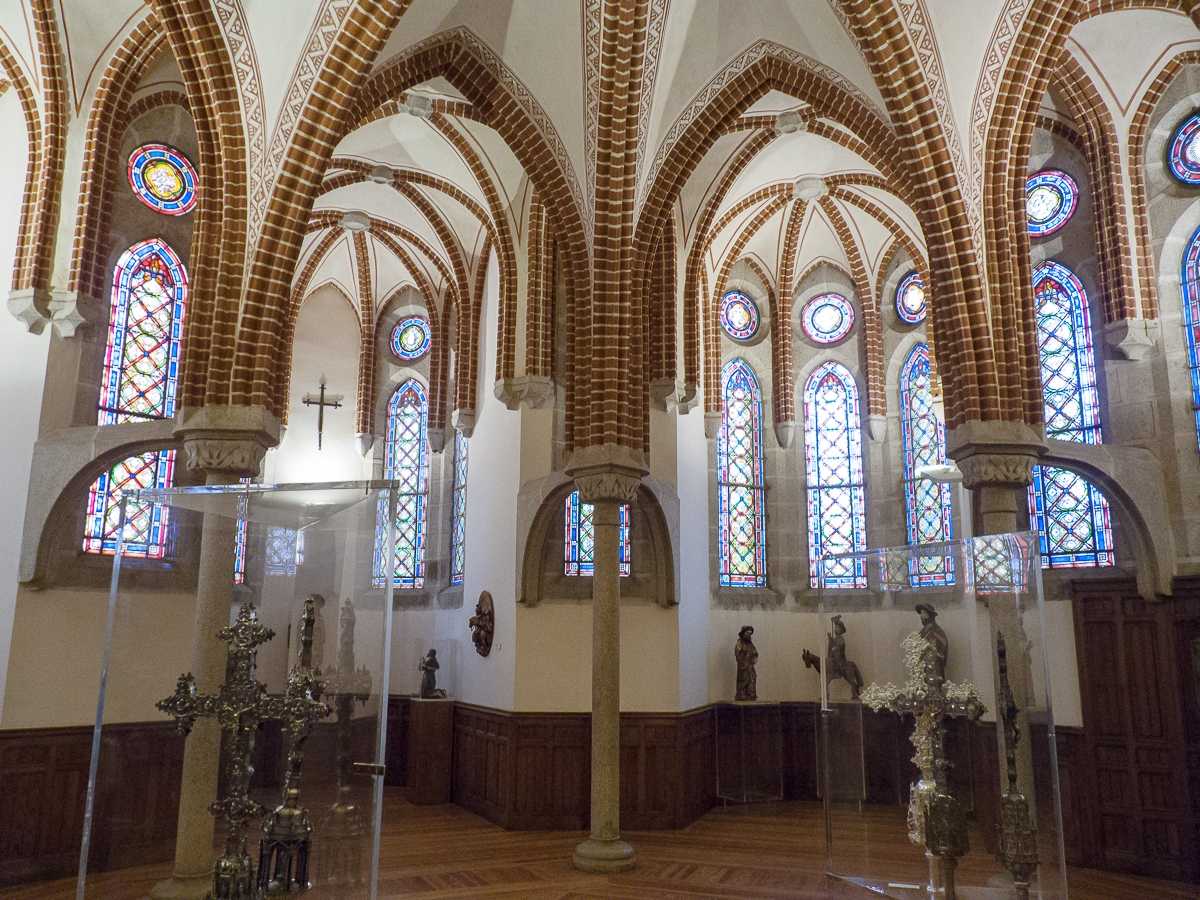

### Музей
Функционирует с 1963 года. Музейные экспозиции расположены на трёх этажах дворца. В основном показаны экспонаты, относящаяся к паломничеству и религиозному искусству. В зале цокольного этажа демонстрируются эпиграфическая и нумизматическая коллекции периодов Римской империи и Средневековья. На первом этаже показаны экспонаты об истории епархии, резные распятия и алтарь XV—XVI веков, кадильницы, чаши и т. д. Экспозиция второго этажа посвящена архитекторам, построившим дворец: Антонио Гауди, Рикардо Герета, дизайнер Хуан Мойя, художник Энрике Марин Игеро, скульптор Эрнандо де Вильодас, керамисты Даниэль Зулоага и Хименес де Хамуза. Третий этаж используется для временных выставок.